# Erdal

Logo der Marke Erdal

Erdal ist eine Wortmarke für Schuhpflegemittel. Sie ist neben Frosch die bekannteste Marke des Mainzer Unternehmens Werner & Mertz, das neben dem Stammwerk in Mainz ein Werk im österreichischen Hallein (ehemals Blendax, Zahnpastaherstellung) und mehrere Niederlassungen europaweit betreibt (Spanien, Belgien, Frankreich, Italien, Polen, Tschechien, Slowakei). Erdal-Produkte sind in Mitteleuropa sowie in der Balkan-Region, Russland, der Türkei, in einigen Ländern in Übersee wie Japan und verschiedenen Ländern Afrikas erhältlich.

## Geschichte

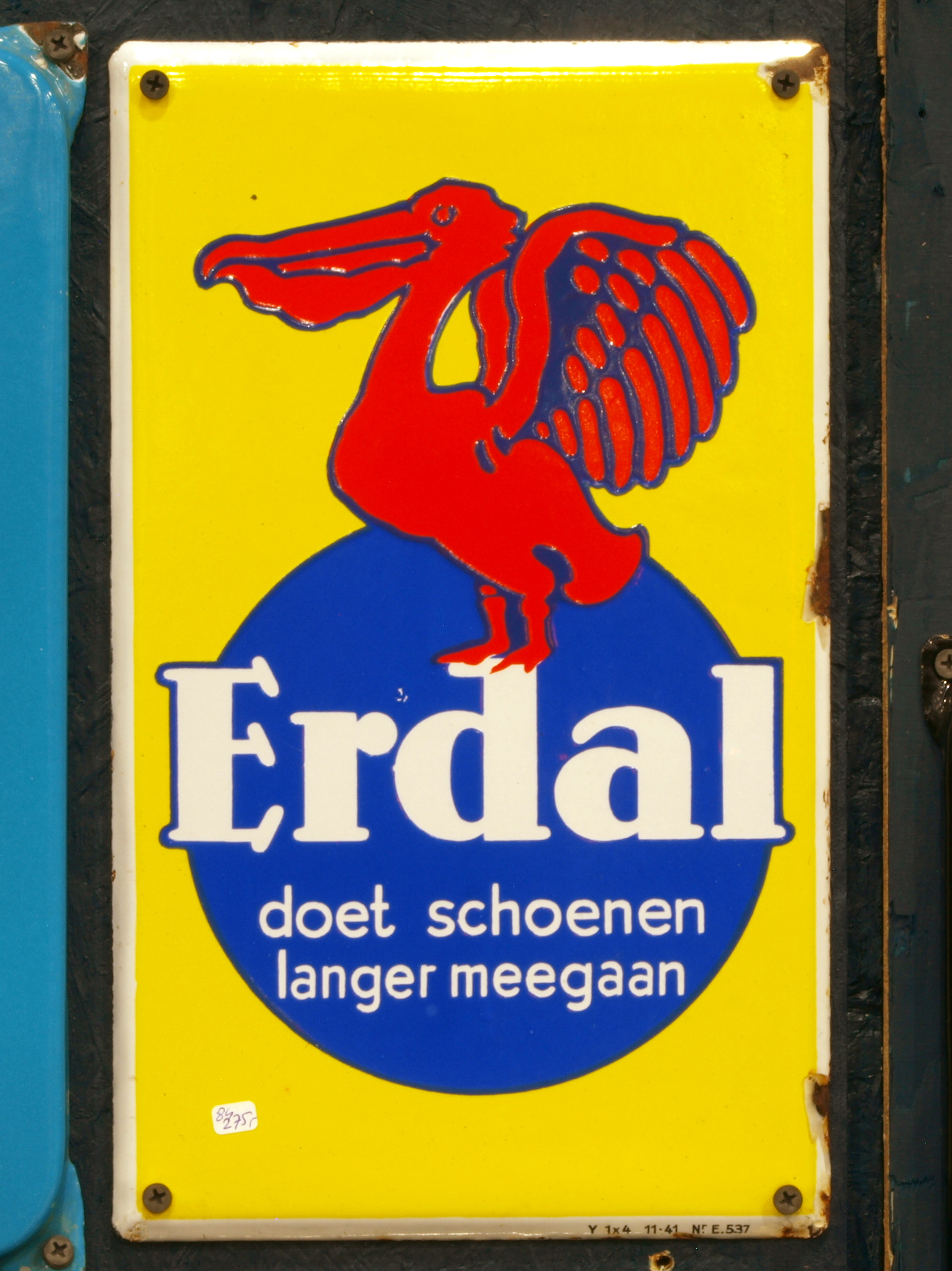
Niederländische Werbetafel:
Erdal, (mit Pelikan) doet schoenen langer meegaan
Erdal, lässt Schuhe länger halten

Die Wurzeln der Marke Erdal reichen zurück bis ins 18. Jahrhundert. Wolfgang Franz Xaver Werner, hauptberuflich Glöckner der Kirche St. Quintin in Mainz, stellte Kerzen und Wachsstöcke für den kirchlichen Gebrauch her – eine Tätigkeit, die sich im Laufe der folgenden Generationen entwickeln und professionalisieren sollte. 1837 gründete Adam Lorenz Werner eine Wachszieherei an der Mainzer Langgasse, die wiederum von seinem Nachfahren weitergeführt wurde. 1887 wurde Georg Mertz Teilhaber, womit die Firma von Gebrüder Werner in Werner & Mertz geändert wurde. Dem Wachstum des aufstrebenden Unternehmens wurde durch die zunehmende Elektrifizierung am Ende des 19. Jahrhunderts Grenzen gesetzt, und es musste sich nach neuen Märkten umsehen. Hierzu schreibt die Unternehmenschronik:

„Aufgrund seiner Reisetätigkeit war Friedrich Werner […] im gesamten Deutschen Reichsgebiet unterwegs. Von einer dieser Reisen brachte er eine Idee mit, die er in Mainzer Mundart mit dem folgenden Satz seinem Bruder kundtat: „Na, Adam, wie wär’s, wenn mir aach Stiwwelwix mache deede?““

Für dieses Produkt, eine neuartige Schuhcreme in einer markanten Metalldose, wurde am 28. September 1901 unter der Nummer 50848 beim Reichspatentamt in Berlin die Wortmarke Erdal eingetragen. In den Jahren zwischen 1903 und 1920 wurde der Kipphebel als weiteres unverkennbares Merkmal der Dose eingeführt, mit dem die Dose leicht und ohne großen Kraftaufwand geöffnet werden kann.

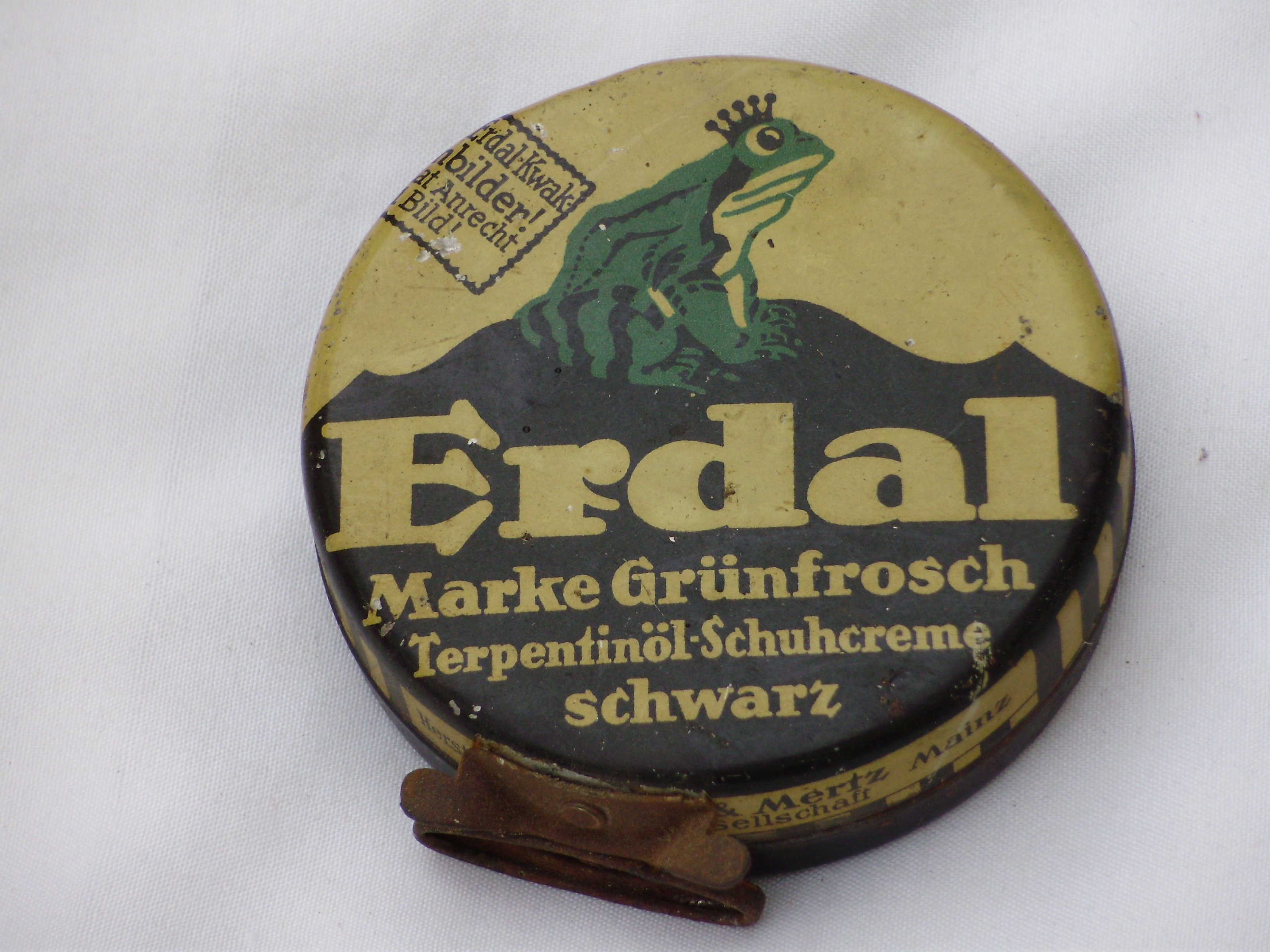
Erdaldose von 1903/1918
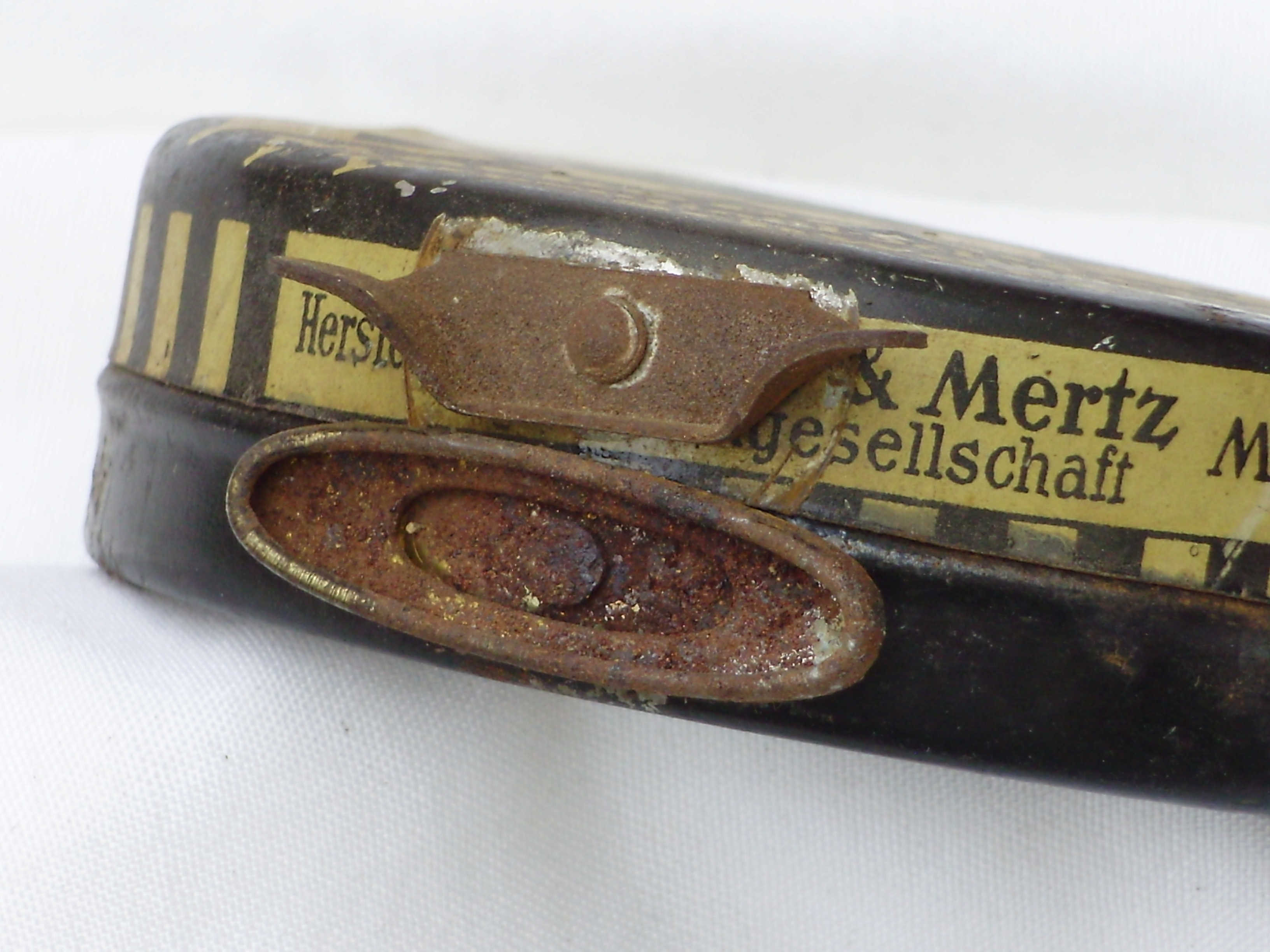
Kipphebel an der Erdaldose von 1903/1918

Das Wort Erdal entspricht der Mainzer Aussprache des Wortes Erthal, da das Unternehmen in den Anfangsjahren seinen Sitz an der nach dem Kurfürsten und Erzbischof Friedrich Karl Joseph von Erthal benannten Erthalstraße in der Mainzer Neustadt hatte. („Isch geh bei de Erdal schaffe.“)

## Erdalfrosch
Der Frosch als Bildmarke kam erst später auf: 1903 wurde zunächst ein grüner Frosch auf die Dosen aufgedruckt, im Laufe der Jahre änderten sich seine Gestalt und seine Farbe. Er spielt auf den Froschkönig an und gehört heute zu den bekanntesten Markenlogos überhaupt. Bei seiner Einführung spielten folgende Überlegungen eine entscheidende Rolle:
- Seine Haut schützt den Frosch vor Feuchtigkeit – so wie Erdal die Schuhe schützt.
- Könnten Schuhe sehen, so würden sie die Welt aus der Froschperspektive betrachten.
- Der Frosch wurde durch die Krone zum Froschkönig. In der Frühzeit von Erdal glaubte man an die verkaufsfördernde Wirkung von adligen Attributen. So warb man auf den ersten Erdal-Dosen auch mit dem Hinweis „Im Privatgebrauch an Fürstenhöfen“.

Zunächst wurde der Frosch noch relativ naturgetreu in grüner Farbe dargestellt. Während des Ersten Weltkriegs war Erdal aufgrund der Rohstoffknappheit gezwungen, qualitativ minderwertige Ersatzware zu liefern. Nach dem Krieg beschloss Erdal das, was man heute einen Relaunch nennen würde: Der Frosch wurde rot, zudem verwies eine Aufschrift auf die wiederhergestellte Qualität des Produkts („Qualität wie vor August 1914“). 1962 erfuhr der Frosch eine weitere Veränderung: Die Gesichtszüge wurden freundlicher, das Rot etwas heller. 1971 schließlich entstand der Frosch, wie er heute noch die Erdal-Produkte ziert: Mit einer stark vereinfachten Form und einigen Zacken weniger in der Krone. In den 1970er und 1980er Jahren wurde zusätzlich der Markenname auf Erdal REX erweitert. Zusätzlich wurden auch einige Fahrrad-Pflegeprodukte unter der Marke REX vertrieben.

Erdalfrosch seit 1971
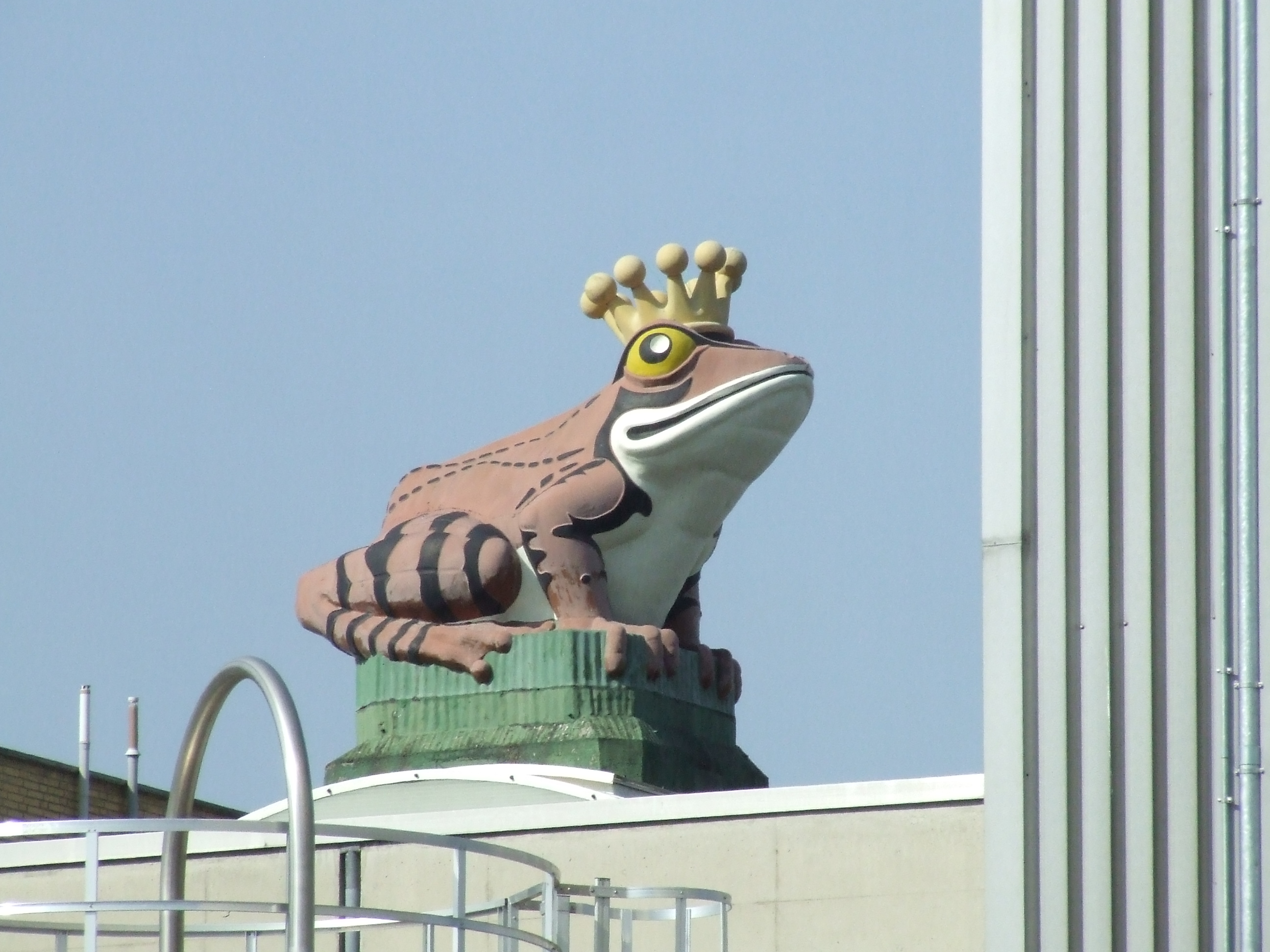
Froschturm

Der Froschturm des Mainzer Werks gehört heute zu den ältesten Werbeanlagen dieser Art in Europa und ist ein Industriedenkmal.
2001 feierte die Marke Erdal ihr 100-jähriges Bestehen mit einer Jubiläumsausstellung und einem zwölf Meter hohen und 400 kg schweren Erdal-Kaltluftfrosch, der auf das Lagergebäude gesetzt wurde.

## Produkte

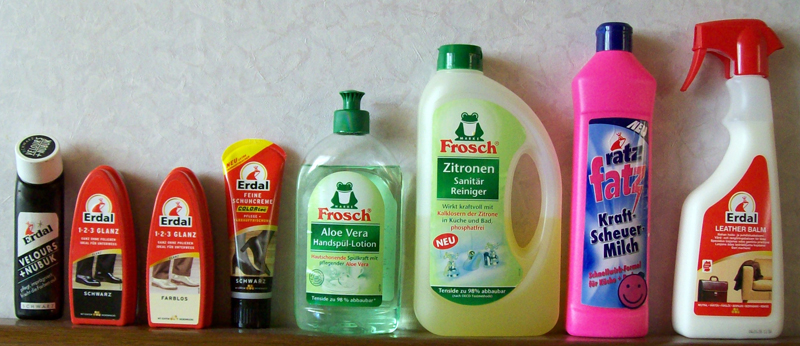
Verschiedene Produkte des Unternehmens Werner & Mertz

Das Unternehmen Werner & Mertz vertreibt eine Reihe von Mitteln zur Reinigung, Pflege und Imprägnierung von Schuhen und anderen Lederprodukten (Lederoberflächen). Ihr Vorteil soll vor allem in der einfachen Handhabung und der lang anhaltenden Wirkung liegen.
- Erdal Intensiv: Erdal Intensiv Tiefenpflege-Creme
- Glanz: Pflegeglanz, 123 Glanz
- Pflege: Schusters Schuhpflege, Schuhcreme (Dose), Feine Schuhcreme (Tube), 1-2-3 Pflege-Creme (Tiegel)
- Imprägnierung: Dauer-Imprägnierspray
- weitere Lederpflegeprodukte: Lederfett, Lederpflegelotion
- weitere Reinigungsmittel: Scheuermilch, Spülmittel

In den 1970er Jahren wurde als Schuhpflegemittel für unterwegs Erdal-Frog angeboten und wurde mit „Erdal-Frog – auf der Reise“ beworben.